# Ataque a edificio residencial en Dnipró
Ataque a un edificio residencial en Dnipró ocurrió el 14 de enero de 2023 a las 15:30 hora local . El ataque fue perpetrada por las fuerzas armadas de la Federación Rusa durante la invasión rusa de Ucrania.  El ataque con misiles destruyó la entrada de edificio residencial de múltiples viviendas.  Hasta el 19 de enero, se conocía la muerte de 46 personas, incluidos tres niños, y 75 heridos (entre ellos 13 niños). En Dnipró se introdujo un luto de tres días.

## Desarrollo de los acontecimientos y la investigación
El 14 de enero de 2023 a las 15:30 hora de Kiev, durante ataque con cohetes por parte del ejército ruso en Ucrania, se lanzó un ataque contra un edificio residencial en Dnipró, por lo que dos entradas (72 apartamentos) fueron destruidos. Inicialmente se informó de 9 muertos y 60 heridos, pero al día siguiente ya se informó de 25 muertos.
Según la información proporcionada por la Oficina del Fiscal General de Ucrania, el ataque con cohetes fue realizado con misiles crucero del tipo Kh-22, los cuales son extremadamente imprecisos pero bastante masivos, y pueden causar numerosas víctimas humanas.